# Bataille de Tiburon (décembre 1794)
Pour les articles homonymes, voir Bataille de Tiburon.
Révolution haïtienne
Batailles
Insurrections (1791-1793)
- Bois-Caïman
- Croix-des-Bouquets
- Morne Pelé
- 1re La Tannerie
- Port-au-Prince
- Le Cap-français

Interventions espagnoles et britanniques (1793-1798)
- 2e La Tannerie
- Marmelade
- Saint-Michel-de-l'Attalaye
- Ennery
- 3e La Tannerie
- Fort-Dauphin
- 1re Tiburon
- L'Acul
- La Bombarde
- 2e Tiburon
- Les Gonaïves
- Port-Républicain
- 1re Dondon
- Massacre de Fort-Dauphin
- Saint-Marc
- Léogane
- Saint-Raphaël
- Trutier
- 3e Tiburon
- 1re Verrettes
- Grande-Rivière
- Mirebalais
- Las Cahobas
- 2e Verrettes
- Petite-Rivière
- 2e Dondon
- 1re Les Irois
- Jean-Rabel
- 2e Les Irois

Guerre des couteaux (1799-1800)
- Jacmel

Expédition de Saint-Domingue (1802-1803)
- La Ravine-à-Couleuvres
- Kellola
- Plaisance
- La Crête à Pierrot
- Noyades du Cap-Français
- Port-au-Prince
- Vertières
- Massacres de 1804 en Haïti

La troisième bataille de Tiburon se déroule pendant la révolution haïtienne. Le 29 décembre 1794, les Républicains s'emparent de la ville de Tiburon.

## Prélude
Vaincu à la bataille de Trutier, au nord de Port-au-Prince, le général républicain Rigaud se replie le 6 décembre sur Les Cayes. Laissant à Léogâne une importante garnison, il décide de marcher sur Tiburon (Haïti), occupée par les Anglais depuis février. En chemin, l'armée s'arrête à la Cohanne pour attendre en renfort une flottille républicaine afin de pouvoir attaquer par les mers. 
Le lendemain de l'arrivée des Républicains à la Cohanne, un officier anglais se présente en parlementaire à la Cohanne, celui-ci est accueilli par Rigaud et ses officiers, parmi lesquels; Faubert, Dartineguave, Polycarpe et Lapoty. Le parlementaire anglais propose de livrer Les Cayes et Saint-Louis aux Britanniques, en échange il propose à Rigaud, au nom du roi d'Angleterre, le grade de général dans l'armée britannique et une somme de trois millions de livres ainsi que des grades supérieurs pour ses officiers et sous-officiers. La proposition est rejetée avec mépris aux cris de « Vive la liberté ». L'émissaire se retire, selon Thomas Madiou, « les jeunes gens de l'armée voulaient l'arrêter et le faire rôtir sur un lit de charbons ardents. »
En novembre, Rigaud avait ordonné la construction d'un bateau plat aux Cayes. Celui-ci est chargé d'une pièce d'artillerie de seize, de 600 boulets, de gargousses et de 3 000 sacs. Le navire, escorté de 240 grenadiers, arrive à la Cohanne le 19 décembre. Il y débarque tout son chargement, mais au retour, il est capturé par les Anglais. Enfin, le 23 décembre un brick de seize canons et trois chaloupes canonnières quittent Les Cayes pour la Cohanne. 

## Déroulement
Le 24 décembre, Rigaud ordonne l'attaque de Tiburon. Cinq jeunes noirs, chargés d'égorger les sentinelles du poste avancé de Moisson s'acquittent de leur mission et Rigaud peut alors lancer l'attaque sur le poste de Moisson avec ses 6 000 hommes. Les 500 Anglais occupant la place sont totalement surpris et taillés en pièces. Les Républicains poursuivent ensuite vers le fort Vainqueur, disposant de trois pièces de 18 et protégeant la ville de Tiburon. Pendant la nuit, ils amènent leur pièce de 16, tandis que les 3 000 sacs sont remplis de terre afin de dresser un rempart épais de 18 pieds à 1 000 pieds des redoutes anglo-royalistes.
Tiburon dispose pour sa défense de 450 soldats du troisième régiment commandé par le lieutenant-colonel Bradford et le chevalier de Sevré. Mais pendant la nuit, les Anglo-royalistes ne remarquent pas les travaux de leurs ennemis, qu'ils croient encore à la Cohanne. L'attaque débute à l'aube par une cannonade entre les deux belligérants, alors que du côté de la mer, la flottille républicaine attaque l'unique navire de guerre britannique présent, la corvette le Roi Georges ou le Queen Grey, dans laquelle s'étaient réfugiés des femmes et des enfants de la ville. Une batterie d'artillerie est en outre débarquée sur la côte, composée de six pièces, dont un mortier de huit pouces, elle bombarde la corvette, qui après 48 heures de combat est enflammée avant d'exploser. La batterie de Sevré est ensuite neutralisée par son homologue républicaine. Rigaud tourne alors toutes ses forces contre le fort Vainqueur dont la chute semble désormais inévitable. Il charge le Giles Benech de couper la retraite des Britanniques en dressant une embuscade au Morne Mam Sannite, située sur la route vers Les Irois. Touchés par de nombreuses bombes, les Anglais évacuent le fort mais dans leur retraite, tombent dans l'embuscade tendue par Benech et sont massacrés jusqu'à ce que Rigaud donne l'ordre de faire des prisonniers. Thomas Madiou cite notamment le cas de 100 hussards anglais qui se rendent après avoir tué leurs chevaux pour en priver les Républicains. Un officier anglais, le lieutenant Baskerville, préfère se tirer une balle dans la tête plutôt que de se rendre. Selon l'historien haïtien, moins de 50 soldats anglais réussissent à se réfugier aux Irois. Le 9 nivôse an III (29 décembre 1794), les Républicains font leur entrée dans Tiburon,.